# S. Perémi Ágota
Somlainé Perémi Ágota (Ungvár, 1959. augusztus 23.) régész, muzeológus.

## Élete
1976-ban települt Magyarországra. Az Eötvös Loránd Tudományegyetem régészet-orosz szakán végzett 1983-ban. 2005-ben megvédte doktori disszertációját. Az egyetem elvégzését követően a veszprémi múzeum munkatársa, 2007-től a múzeum Régészeti Osztályának vezetője lett. 2007-2012 között megyei múzeumigazgató-helyettes, 2014-2019 között igazgató volt.
Fő kutatási területe a Keszthely-kultúra emlékanyaga, illetve Veszprém megye avar és honfoglalás kori régészeti anyaga. 2008-tól szervezi Veszprémben a Múzeumi Szabadegyetemet. Alapító tagja a Magyar Régészszövetségnek, tagja a MTA Veszprémi Akadémiai Bizottság Archeometriai Bizottságának és a Magyar Régészeti és Művészettörténeti Társulatnak. 

## Művei
- 1986 Honfoglaláskori leletek Veszprém megyében. A Veszprém Megyei Múzeumok Közleményei 18
- 1989 Honfoglalás-kori köznépi temető Veszprémben. Veszprémi Történelmi Tár 1989/II
- 1991 Néhány avar kori sír Városlőd határában. A tapolcai Városi Múzeum közleményei 2, 155-186
- 1991 A Lesencetomaj-piroskereszti Keszthely-kulturás temető (Előzetes jelentés). A Móra Ferenc Múzeum Évkönyve 1984/85-2
- 1994 A Tüskevár-Sásréti dűlői avar sírok. A Veszprém Megyei Múzeumok Közleményei 19-20
- 1996 Kard és kereszt - Vezető a honfoglalás 1100. évfordulója előtt tisztelgő, Veszprém megye IX-XI. századi történetét bemutató kiállításhoz. Veszprém (tsz. Rainer Pál)
- 1998 Veszprém megye 10-11. századi régészeti emlékei. In: Veszprém és környéke a honfoglalás korában. Veszprémi Múzeumi Konferenciák 8
- Avarok, honfoglalók... Veszprém megye régészeti emlékei az avar kortól, a 10-11. századig (szerk.)
- 2000 A Lesencetomaj-Piroskereszt Keszthely-kultúrás temető fülbevalói. A Veszprém Megyei Múzeumok Közleményei 21
- 2001 Ajka – volt téglagyár késő avar kori sírjai. A Wosinszky Mór Múzeum Évkönyve 23
- 2001 Római kori csontfésűk Balácáról és Kékkútról. Balácai Közlemények 6, 183-196 (tsz. Koncz Pál - K. Palágyi Sylvia)
- 2002 A Lesencetomaj–Piroskereszt Keszthely-kultúrás temető övveretes sírjai. A Veszprém Megyei Múzeumok Közleményei 22
- 2003 Avar kori leletek Kékkútról és a Balatonudvari-Fövenyes temető 99. sírja. A Békés Megyei Múzeumok Közleményei 24-25
- 2004 Újabb avar kori leletek Veszprém megyében I. Késő avar kori sírok Szentgál–Köveskál, Fűzfa utcában. A Veszprém Megyei Múzeumok Közleményei 23
- 2006 Újabb avar kori leletek Veszprém megyében II. A nemesvámos-Kapsa utcai avar kori sírok. A Veszprém Megyei Múzeumok Közleményei 24
- 2008 Újabb avar kori leletek Veszprém megyében III. Az Ajka-Akácos utca 7. számú telek késő avarkori sírjai. A Veszprém Megyei Múzeumok Közleményei 25
- 2011 Laczkó Dezső, a múzeumépítő. In: Emlékkötet Laczkó Dezső születésének (1860-1932) 150. évfordulójára. Veszprém
- 2012 Újabb avar kori leletek Veszprém megyében IV. Veszprém-Tejüzem (volt Vörös Október utca) késő avar kori sírjai. A Veszprém Megyei Múzeumok Közleményei 27
- 2014 Újabb avar kori leletek Veszprém megyében V. Veszprém–Kádártai úti avar sírok. A Laczkó Dezső Múzeum Közleményei 28
- 2018 Varkocsfésű és szalu a Balatonudvari-Fövenyes temetőből. In: Két világ határán. Kaposvári Rippl-Rónai Múzeum Közleményei 2018
- 2019 Újabb avar kori leletek Veszprém megyében VI. A Balatonszőlős-Tsz major temető részlete. A Laczkó Dezső Múzeum közleményei 29
- 2020 Tausírozott vas övgarnitura a Balatonudvari-Fövenyes temetőből. In: Tomka 80